# Dipsadoboa aulica
Espèce
Synonymes
- Chamaetortus aulicus Günther, 1864

Dipsadoboa aulica est une espèce de serpents de la famille des Colubridae.

## Répartition
Cette espèce se rencontre :
- en Afrique du Sud, dans l'est du Transvaal et au KwaZulu-Natal ;
- en Somalie ;
- au Swaziland ;
- en Tanzanie ;
- au Malawi ;
- au Mozambique ;
- dans le Sud-est du Zimbabwe.

## Description

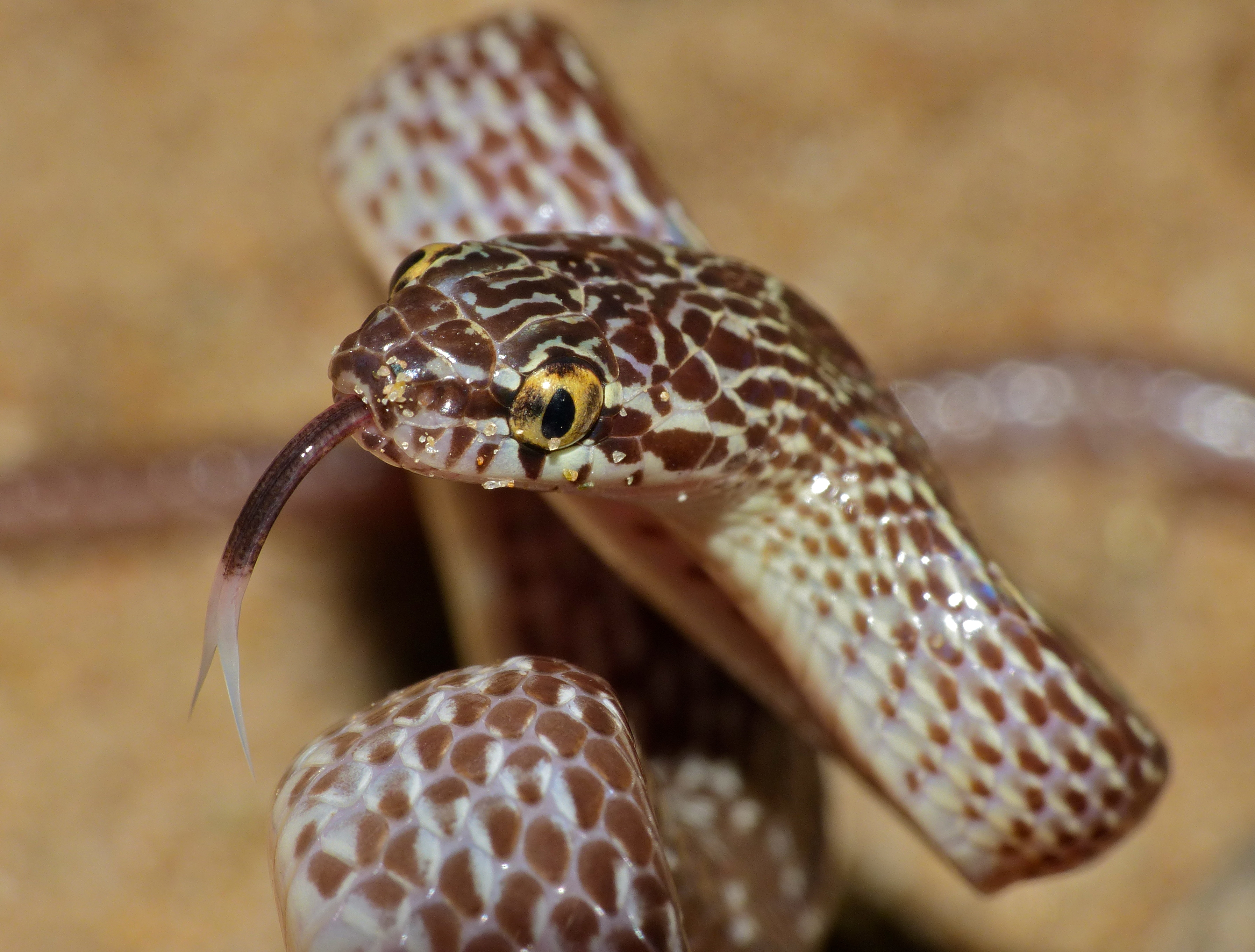

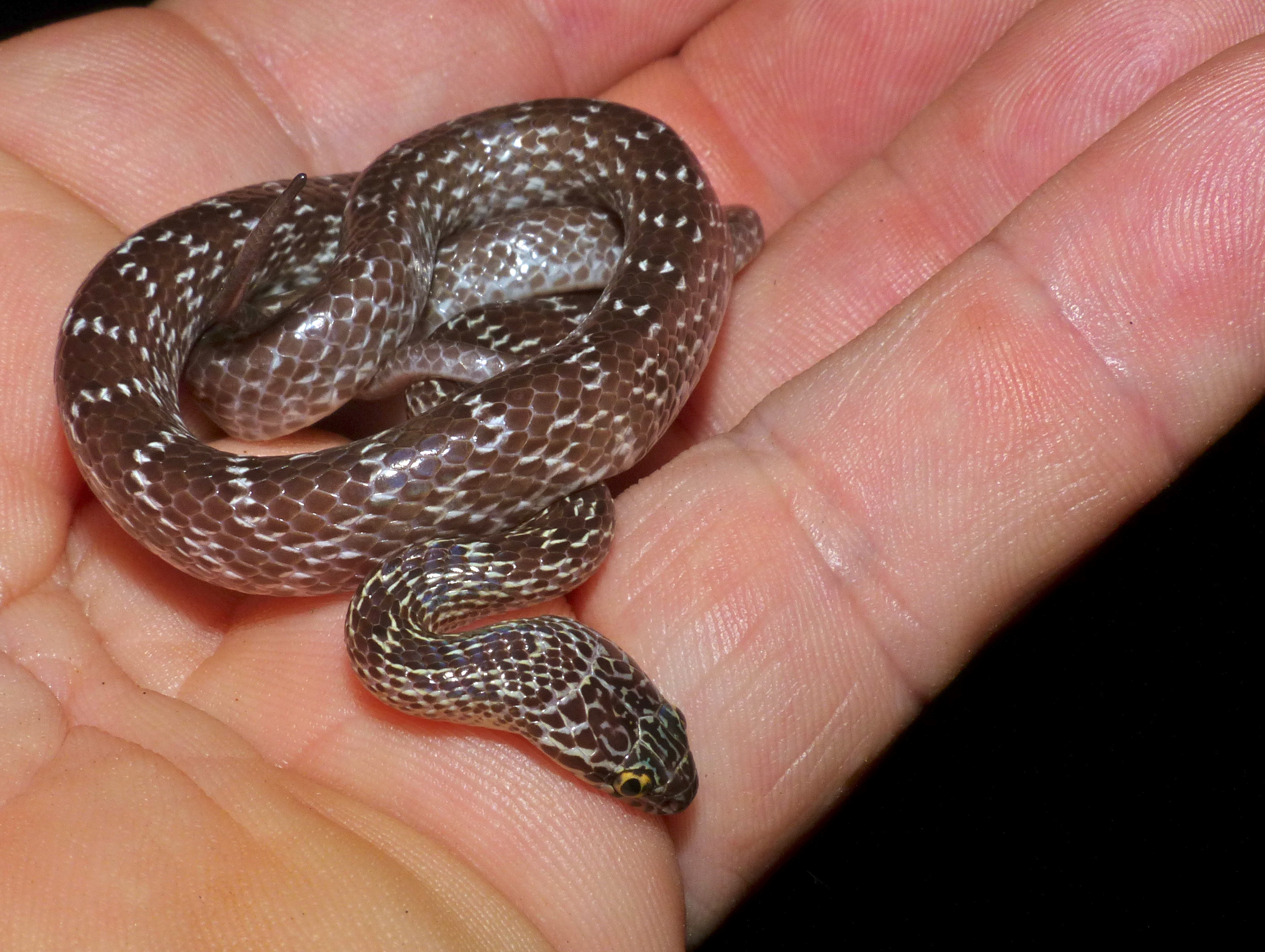

Dipsadoboa aulica mesure entre 60 et 85 cm. Sa tête est blanchâtre et présente des motifs bruns symétriques. Une strie brune s'étend de la narine jusqu'à l'angle de la bouche en traversant l’œil. Son dos est brun avec d'étroites bandes transversales blanchâtres qui deviennent moins distinctes dans la partie postérieure du corps. Sa face ventrale est uniformément blanche. Ses yeux sont très grands et ont une pupille verticale. Sa tête se distingue nettement du corps, sa langue est blanche.
C'est un serpent venimeux qui ne présente apparemment pas de danger pour l'homme. Il est nocturne et se nourrit de lézards (en particulier de geckos), d'amphibiens et de petits rongeurs.
Les femelles pondent entre sept et neuf œufs en été. Son espérance de vie varie entre 10 et 15 ans.

## Étymologie
Son nom d'espèce, du latin aulicus, « magnifique », lui a sans doute été donné en référence à sa livrée.

## Publication originale
- Günther, 1864 : Report on a collection of reptiles and fishes made by Dr. Kirk in the Zambesi and Nyassa regions. Proceedings of the Zoological Society of London, vol. 1864, p. 303-314 (texte intégral).